# Унгурян, Евдокия Онуфриевна
Евдокия Онуфриевна Унгурян (в девичестве — Черниченко) (1921, Першотравневое, Измаильский район Одесской области — 1996) — советский свиновод, ударница, Герой Социалистического Труда (1966).

## Биография
Евдокия Черниченко родилась в селе Першотравневом Измаильского района Одесской области УССР. Работала свинаркой в расположенном в селе колхозе имени Октябрьской революции. В 1966 году за выдающиеся трудовые достижения в области свиноводства была удостоена высшей награды за труд — звания Героя Социалистического Труда, став первым жителем Першотравневого, получившим его.